# Spiradiclis fusca
Spiradiclis fusca är en måreväxtart som beskrevs av Hsien Shui Lo. Spiradiclis fusca ingår i släktet Spiradiclis och familjen måreväxter. Inga underarter finns listade i Catalogue of Life.